# False Ambition
False Ambition er en amerikansk stumfilm fra 1918 af Gilbert P. Hamilton.

## Medvirkende
- Alma Rubens som Judith / Zariska
- Peggy Pearce som Felicity
- Alberta Lee som Anna
- Edward Peil Sr. som David Strong
- Walt Whitman som Mark Strong